# Papallona atles

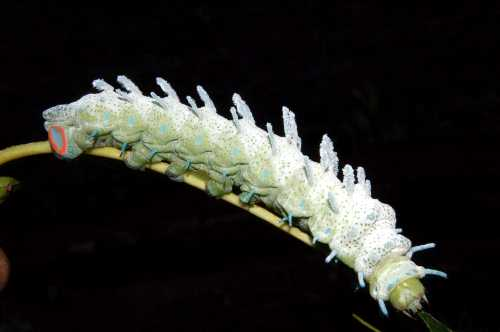
Eruga

La papallona atles (Attacus atlas) és una espècie de lepidòpter ditrisi de la família dels satúrnids (Saturniidae). És el representant de major grandària de la família i la papallona més grossa del món prenent en compte l'àrea total de les seves ales (més de 400 cm2). L'envergadura de les seves ales també està dins de les més grans, ja que pot superar els 25 cm, essent 26,2 cm la major envergadura registrada, només superada per l'espècie Thysania agrippina. Els espècimens femenins són més grossos. Els imagos no es poden alimentar cosa que els limita la vida en aquest estadi en uns pocs dies.
El seu nom científic deriva del nom del tità Atles de la mitologia grega. A Hong Kong, en idioma cantonès, el seu nom comú es tradueix com a "papallona cap de serp", en referència a l'extensió apical de les ales, que té una semblança amb el cap d'un ofidi.
Habita en els boscos tropicals del sud-est d'Àsia, el sud de la Xina, passant per l'arxipèlag malai fins a Indonèsia. A Índia, les papallones atles són conreades per la seda en proporcions no comercials. A diferència de la seda produïda pel cuc de seda (Bombyx mori), la seda de l'eruga de la papallona atles és secretada en fils no continus. Aquesta seda (anomenada "fagara") de color cafè i semblant a la llana és apreciada per la seva gran durabilitat. A Taiwan, les crisàlides de la papallona atles s'empren per fer carteres.